# 燕忠
燕忠（1459年—1515年），字良臣，號西谿，順天府薊州（今天津市薊州區）人。明朝政治人物。

## 生平
成化二十年（1484年）甲辰科進士，授常州府推官，丁内艰归。起改寧國府，讞獄多有平反。擢福建道御史，父喪丁忧。十一年服除，改浙江道，十三年巡按陜西。十五年遷陕西按察司副使，整饬環慶兵备，正德元年（1506年）升陕西苑马寺卿，三年擢陕西按察使，五年累官陝西左布政使，正德六年（1511年）二月以都察院右副都御史、巡撫宣府，同年冬改大理寺卿。正德十年（1515年）卒，年五十七。

## 家族
其先扬州泰兴人。明初高祖五公徙居蓟州，曾祖燕胜，隐弗仕。祖父燕得、父燕祥，俱以公贵，赠通议大夫大理寺卿。祖母易氏、母高氏，赠淑人。